# Collin Quaner
Collin Quaner (ur. 18 czerwca 1991 w Düsseldorfie) – niemiecki piłkarz występujący na pozycji napastnika w Ipswich Town.